# Friedrich Gottlob Gläser
Friedrich Gottlob Gläser (* 29. Januar 1749 in Kamsdorf; † 1804) war ein deutscher Geologe. Von ihm stammt eine der frühesten geologischen Karten in seiner Beschreibung der Geologie der Grafschaft Henneberg von 1775.

## Leben
Sein Vater Johann Gottlob (* 1721 Gelenau–1802) war Bergmeister des Neustädter Reviers in Großkamsdorf und am Bergamt Suhl, seine Mutter Johanna Frederike Tochter des Freiberger Bergrats Johann Friedrich Henkel (1679–1744). Gläser studierte an der Bergakademie Freiberg und war ab 1772 Vizebergmeiser am Bergamt Suhl unter seinem Vater. 1773 wurde er Bergamtsassessor und Markscheider (tätig in den Revieren des Neustädter Kreises und in Voigtsberg (Oelsnitz) im Vogtland) und 1778 Bergmeister und Leiter des Bergamts in Eibenstock im Erzgebirge. Nach Zusammenlegung der Stelle mit der von Johanngeorgenstadt war er ab 1793 wieder in der Bergbehörde des Neustädter Kreises. Wahrscheinlich war er auch 1801 Amtsnachfolger seines Vaters im Bergamt Suhl.
In seiner Karte des Henneberger Gebiets von 1771 unterschied er Sandgebirge (Buntsandstein), Kalkgebirge (Muschelkalk) und Granit (wobei er darunter auch andere Eruptivgesteine wie Porphyr verstand). Er war einer der Ersten, der Formationen in einer geologischen Karte durch Farben unterschied, wobei er einem Vorschlag von Georg Christian Füchsel folgte, von dem die erste geologische Karte in Deutschland (1762) stammt. In seinem Buch behandelt er auch die Geschichte des Bergbaus im Hennegau.
Er war Ehrenmitglied der Leipziger Oeconomischen Societät und ab 1777 Mitglied der Akademie gemeinnütziger Wissenschaften zu Erfurt.

## Familie
Aus seiner am 26. Oktober 1773 geschlossenen Ehe mit Christiane Friedericke Klipping, die Tochter des Freiberger Kaufmanns Karl Christian Klipping, sind eine Tochter und drei Söhne bekannt.
1. Tochter Christiane Friederike Gläser (* 25. Juni. 1776 in Suhl; † 27. Juli 1808) unverheiratet
2. Sohn Christian Gottlob Gläser (* 25. Juni. 1776 in Voigtsberg; † 9. September 1801 in Wittenberg), er besuchte nach Privatlehrerausbildung 1790 das Gymnasium in Annaberg, begann 1793 an der Universität Leipzig ein Studium der medizinischen Wissenschaften, dies setzte er 1797 an der Universität Wien fort und bezog 1798 die Universität Wittenberg. In Wittenberg erwarb er sich am 6. Juli 1798 den Doktorgrad der Medizin und wurde am 5. Juni 1801 außerordentlicher Professor an der Leucorea. Diese Freude hatte er aber nicht lang, da er gesundheitlich angeschlagen noch im selben Jahr verstarb.[3]
3. Sohn Karl August Gläser (* 17. September 1777 in Voigtsberg) Vize-Bergmeister  und Markscheider  in Saalfeld/Thüringen, ⚭ 12. Juli 1807 mit N.N. Stößner, To eines Weinhändlers und Gastwirt in Saalfeld/Thüringen
4. Sohn Carl Christian Gläser (* 22. Juli 1779 in Voigtsberg; † 13. April 1782 in Voigtsberg)

## Schriften
- Versuch einer mineralogischen Beschreibung der gefürsteten Grafschaft Henneberg, Kursächsischen Anteils, nebst einer kurzen Geschichte des ehemaligen und jetzigen Bergbaues ders., Leipzig 1775